# Ray und Faye Copeland
Ray und Faye Copeland waren ein US-amerikanisches Ehepaar, das als Trickbetrüger seine Karriere als Verbrecher begann. Ende der 1980er Jahre soll Ray Copeland mindestens fünf Menschen auf der Farm der Copelands ermordet haben. Beide waren Anfang der 1990er Jahre das älteste Paar (76 bzw. 69 Jahre alt), das je in den USA zum Tod verurteilt wurde.

## Leben
Raymond „Ray“ Copeland wurde am 30. Dezember 1914 in Sallisaw im US-Bundesstaat Oklahoma geboren. Während seiner Kindheit und Jugend zogen er und seine Eltern Jess und Laney Copeland wie Nomaden von Stadt zu Stadt, um Arbeit zu finden. Auf diesen Reisen bekam Ray eine jüngere Schwester und einen jüngeren Bruder. Zuletzt ließen sie sich in Ozark Hills in Arkansas nieder. Die Copelands waren bald eines der Millionen Opfer der so genannten Großen Depression, die Anfang der 1930er Jahre die USA heimsuchte. Während der 4. Klasse musste Ray die Schule verlassen, um auf der kleinen Farm seiner Eltern mitzuhelfen. Da das Geld nicht zum Überleben reichte, begann er mit Anfang 20 auf den Nachbarsfarmen Rinder, Schweine und anderes Vieh zu stehlen, um es gewinnbringend auf Viehmärkten zu verkaufen. 1936 wurde er in Harrison (Arkansas) verhaftet, da man ihm nachweisen konnte, Scheckfälschung begangen zu haben. Er wurde zu einem Jahr Freiheitsstrafe im Bezirksgefängnis von Boone County verurteilt. Im Herbst 1940 suchte er routinemäßig eine Arztpraxis auf. Hier lernte er im Warteraum die 19 Jahre alte Faye Della Wilson kennen.
Faye Della Wilson war sechseinhalb Jahre jünger als ihr künftiger Ehemann Ray und wurde am 4. August 1921 als Tochter von Rufus und Gladys Wilson in Harrison (Arkansas) geboren. Über das frühe Leben von Faye ist wenig bekannt. Sie hatte sechs Geschwister und wuchs ebenfalls in bitterer Armut in einer kleinen baufälligen Hütte auf dem Land auf.
Ray und Faye begannen ein Verhältnis und nach nur sechs Monaten, im Frühsommer 1941, heirateten sie. Ein Jahr später, 1942, wurde der erste Sohn des Paares, Everett, geboren. 1944 kam Billy Ray Copeland auf die Welt. Da Ray meinte, in Kalifornien mehr berufliches und persönliches Glück zu erfahren, zog die Familie im selben Jahr nach Fresno County. Hier wurde die Familie im Jahr 1945 vergrößert, als die einzige Tochter des Paares, Betty Lou geboren wurde. 1947 folgte Sohn Alvia und 1949 als jüngster Spross der Familie, Sohn William Wayne. Im selben Jahr, 1949, wurde Ray beschuldigt, Vieh auf einer Farm gestohlen zu haben. Obwohl keine Anklage erhoben wurde, befürchtete Ray, sein guter Ruf wäre ruiniert. Er zog mit seiner Familie wieder zurück nach Arkansas.
Weniger als einen Monat nach ihrer Ankunft wurde Ray erneut wegen Viehdiebstahl verhaftet und zu einer einjährigen Gefängnisstrafe verurteilt. Nach seiner Freilassung zog die Familie nach Rocky Comfort in den US-Bundesstaat Missouri. Erneut wurde er wegen des Diebstahls von Vieh verhaftet; dieses Mal wurde er jedoch zum Ableisten von Zwangsarbeit auf der Farm des Bezirksrichters von McDonald County verurteilt.
Zwischen 1953 und 1966 folgte Ray Copeland dem Muster seiner Eltern und führte mit seiner eigenen Familie ein Nomadendasein. Auf ihren Reisen von Stadt zu Stadt wurde er mindestens fünf Mal wegen Scheckbetrugs verhaftet. Im Sommer 1966 kehrten die Copelands nach Missouri zurück, wo Ray eine Farm mit 10 Hektar Land in der Nähe der Kleinstadt Mooresville in Livingston County erwerben konnte. Faye fand danach Arbeit in einer Handschuhfabrik.
Da er fürchtete, bei einer erneuten Verhaftung für längere Zeit ins Gefängnis zu wandern, ersann Ray einen Trick, wie er Scheckbetrug im großen Stil betreiben konnte. Er begann auf seiner Farm Obdachlose und Hobos zu beschäftigen. Mit diesen fuhr er dann auf den Viehmarkt. Hier konnte er die Männer überreden, mit seinen gefälschten Schecks Vieh zu kaufen. Danach verkaufte er die Rinder und kam so zu Geld. Danach kündigte er die Männer, die daraufhin ihre Wanderungen fortsetzten. Als die Polizei Ray mit den geplatzten Schecks konfrontierte, gab dieser an, jemand anderes habe die Schecks gefälscht und er kenne auch die Unterschriften darauf nicht. Erst als die Polizei einen jener Hobos, Gerald Perkins, ermitteln konnte, wurde das Betrugsschema aufgedeckt. Ray wurde zu einer zweijährigen Freiheitsstrafe verurteilt.
Anfang der 1970er Jahre, nach seiner Freilassung, änderte Ray seine Taktik, um an Geld zu kommen auf dramatische Weise. Erneut beschäftigte er Wanderarbeiter und Landstreicher auf seiner Farm. Dieses Mal bat er sie, bei einer Bank ein eigenes Konto zu eröffnen, mit eigenen Schecks, die zwar nicht gefälscht, aber auch nicht gedeckt waren. Rays Begründung für diesen ungewöhnlichen Schritt war, dass er bei den Viehhändlern nicht fair behandelt werden würde. Erneut sollten die Männer auf Viehmärkten Vieh ankaufen, welches Ray Copeland gewinnbringend verkaufen sollte. Danach begannen er und seine Frau Faye, die als Komplizin fungierte, die Männer zu töten, um Zeugen verschwinden zu lassen.
Bis heute ist nicht sicher, wie viele Männer auf der Farm der Copelands getötet wurden. Da sich die Morde über einen Zeitraum von knapp 20 Jahren, von Anfang der 1970er bis Ende der 1980er Jahre, erstreckten, kann man von einer zweistelligen Zahl ausgehen. Da viele Hobos und Landstreicher keine Familien hatten, und auf sich selbst gestellt, wurden auch die Identitäten von Vermissten nie bekannt.
Die fünf einzig bekannt gewordenen Opfer der Mordserie waren
- Dennis K. Murphy aus Normal (Illinois), getötet am 17. Oktober 1986
- Wayne Warner aus Bloomington (Illinois), getötet am 19. November 1986
- Jimmy Dale Harvey (27) aus Springfield (Missouri), getötet am 25. Oktober 1988
- John W. Freeman (27) aus Boonville (Indiana), getötet am 8. Dezember 1988
- Paul J. Cowart (20) aus Dardanelle (Arkansas), getötet Anfang Mai 1989

Im Sommer 1989 beschäftigten die Copelands den 57-jährigen Jack McCormick auf der Farm. Dieser stieß bei Arbeiten plötzlich auf Knochen und sterbliche Überreste von Menschen. Als McCormick Ray androhte zur Polizei zu gehen, beschloss er den Landarbeiter mit seinem Repetiergewehr zu töten. Der Mordversuch, am 20. August 1989, misslang. McCormick konnte entkommen und die Polizei verständigen.
Als die Polizei das Anwesen der Copelands durchsuchten, konnte man die sterblichen Überreste von vier der oben genannten fünf Männer unter dem Boden einer Scheune sicherstellen. Murphys schon stark skelettierte Reste fand man am Grund eines ausgetrockneten Brunnens, welcher sich auf dem Anwesen fand.
Dass Ray die Männer getötet hatte, stand rasch fest. Fayes Rolle in der Mordserie war aber auch nicht zu unterschätzen. Sie wusste von den Verbrechen. Da sie mit den Kleidungsstücken der Opfer auch Decken genäht hatte, hatte sie auch vom Leid der Männer profitiert.
Der Prozess gegen Faye Copeland wurde im Herbst 1990 eröffnet. Die 69 Jahre alte Frau wurde am 1. November 1990 wegen fünf ihr nachgewiesenen Morden fünf Mal zum Tod und zusätzlich einmal zu einer lebenslänglichen Freiheitsstrafe verurteilt. Im Frühjahr 1991 fand der Prozess gegen Ray Copeland statt. Auch er wurde wie Faye am 7. März 1991 zum Tod durch Letale Injektion verurteilt. Als man ihm mitteilte, dass Faye ebenfalls durch die Giftspritze sterben solle, meinte er regungslos: „Well, those things happen to some, you know“ („Na und, solche Dinge passieren nun mal jemandem, wissen Sie!“).
Ray Copeland starb zweieinhalb Jahre später, am 19. Oktober 1993 im Potosi Correctional Center in Potosi (Missouri) im Alter von 78 Jahren eines natürlichen Todes.
Die Anwälte von Faye Copeland konnten mit Erfolg einen Berufungsrichter davon überzeugen, dass die Todesstrafe gegen ihre Mandantin ungerechtfertigt sei, da sie jahrelang von Ray physisch und psychisch misshandelt worden sei. Am 6. August 1999 setzte der Richter Ortrie D. Smith die Todesstrafe aus, beließ es aber bei fünf aufeinanderfolgenden, lebenslangen Freiheitsstrafen.
Am 10. August 2002 erlitt Faye Copeland im Gefängnis einen schweren Schlaganfall, bei der sie teilweise gelähmt war und unfähig war zu sprechen. Einige Wochen später, im September 2002, ordnete der Gouverneur von Missouri, Bob Holden, eine medizinische Begnadigung an. Damit erfüllte er ihren letzten Wunsch, nicht im Gefängnis sterben zu müssen. Sie wurde in ein Pflegeheim nach Chillicothe (Missouri) überstellt. Hier starb sie am 23. Dezember 2003 im Alter von 82 Jahren. Sie hinterließ 5 Kinder und 17 Enkelkinder.